# 람보르기니 자라마
람보르기니 자라마(Lamborghini Jarama)는 이탈리아의 자동차 제조업체 람보르기니가 1970년부터 1976년까지 6년여간 만든 스포츠 쿠페이다. 자동차 전문 디자인 회사 그루포 베르토네의 디자이너 마르첼로 간디니(Marcello Gandini)가 디자인했다.
자라마의 뜻은, 스페인에서 투우가 열리는 지역의 이름이기도 하며, 후에 페루치오 람보르기니의 람보르기니가 유명해지며 영향을 끼쳐 자라마 레이싱 서킷이 만들어진 곳이기도 하다. 이쪽 지방은 특별한 뜻을 두 개나 갖고 있는 셈이다.
자라마의 탄생 이야기가 있다. 1970년 12월, 미국의 배기가스 규제법인 머스키법이 통과하게 된다. 머스키법의 목적은 "미국의 대기오염 방지"였으며, 1975년부터 생산되는 차의 경우 일산화탄소와 탄화수소 등을, 1976년부터 생산되는 차의 경우 질소산화물 등을 5년 전에 만든 자동차의 90 %로 줄여야 한다는 것이 주된 내용이었다. 여기에 자동차가 최소한 50,000 마일 (약 8만 킬로미터)을 주행할 수 있는 내구성을 가져야 한다는 등의 내용이 곁들어져 있었다.
그 당시, 스포츠 자동차는 대부분 연비를 생각하지 않고 무조건 빠르게만 만드는 것이 특징이었다. 미국 같은 경우 땅이 워낙 넓다보니 도로가 일직선으로 쭉쭉 뻗어있었기 때문에 연비를 신경 쓸 이유가 없었고(그래서 머슬카가 탄생하게 됐다.), 새로운 자동차 시장으로 각광을 받고 있던 미국에 미우라를 수출하려고 했던 람보르기니 측에서는 엄청난 타격이 아닐 수 없었다.(이 법 때문에 혼다 시빅이 탄생하기도 했다.)
원래는 이슬레로의 후속차를 위해 1970년 5월부터 새로운 차를 구상하고 있었으나 미국의 배기가스 규제법이 통과된 직후, 람보르기니는 이슬레로의 후속차를 위해 처음부터 다시 설계하게 된다. 에스파다와 똑같은 플랫폼을 공유하는 새로운 차를 만들게 된 것인데, 두 가지의 다른 버전이 만들어졌다.
GT 버전의 원본 자동차(1970-1973) 버전과, GTS 버전(자라마 S)의 자동차(1973-1976)가 만들어지게 됐다. 두 차종 모두 머스키법을 통과하기 위해 벤딕스(Bendix)가 만든, 전기로 작동되는 연료 펌프를 장착했다. 덕분에 자라마는 4 km/L (24 L/100 km), 자라마 S는 5 km/L (19 L/100 km)라는, 당시 스포츠 자동차로서는 썩 괜찮은 연비를 기록할 수 있었다. 자라마는 에스파다와 함께 람보르기니의 마지막 FR 자동차로, 1976년에 후속 차종 없이 단종되는 날까지 총 328대가 생산되었다.

## 성능
| 이름     | 엔진               | 출력                          | 토크                | 0 - 60 mph (96 km/h) 가속 | 0 - 100 mph (160 km/h) 가속 | 쿼터마일        | 최고 속도 |
| -------- | ------------------ | ----------------------------- | ------------------- | ------------------------- | --------------------------- | --------------- | --------- |
| 자라마   | 4.0L (3929 cc) V12 | 350 제동마력(bhp) @ 7,500 RPM | 394 N·M @ 5,500 RPM | 7.2초                     | 17.7초                      | 15.6초 / 97 mph | 260 km/h  |
| 자라마 S | 위와 동일          | 365 제동마력(bhp) @ 7,500 RPM | 407 N·M @ 5,500 RPM | 6.8초                     | --                          | --              | 260 km/h  |

## 사소한 잡학
- 페루치오가 개인적으로 타고 다니던 자라마 GTS (자라마 S)는 람보르기니 박물관에 전시 중에 있다.
- 자동 변속기가 옵션으로 제공됐다.